# نيكول إيجيرت
نيكول إليزابيث إيجيرت (بالإنجليزية: Nicole Elizabeth Eggert)‏ وهي ممثلة أمريكية ولدت في يوم 13 يناير 1972 في مدينة غلينديل، كاليفورنيا في الولايات المتحدة، مثلت في مسلسل بوي ميتس ورلد في 2014.

## حياتها المبكرة
ولدت نيكول من لأب ألماني وأم إنجليزية، وشاركت منذ طفولتها المبكرة في مباريات الجمال، فقد أصبحت في سن الخامسة ملكة جمال الكون في مجموعة عمرها. سنة 1981، لعبت دورا في فيلم أغنياء ومشاهير، كما شاركت في وصلات إشهارية لصالح شركة جونسون آند جونسون.

## روابط خارجية
- نيكول إيجيرت على موقع IMDb (الإنجليزية)
- نيكول إيجيرت على موقع ميتاكريتيك (الإنجليزية)
- نيكول إيجيرت على موقع روتن توميتوز (الإنجليزية)
- نيكول إيجيرت على موقع قاعدة بيانات الأفلام العربية
- نيكول إيجيرت على موقع ألو سيني (الفرنسية)
- نيكول إيجيرت على موقع تيرنر كلاسيك موفيز (الإنجليزية)
- نيكول إيجيرت على موقع أول موفي (الإنجليزية)
- نيكول إيجيرت على موقع قاعدة بيانات الأفلام السويدية (السويدية)
- نيكول إيجيرت على موقع إن إن دي بي (الإنجليزية)
- نيكول إيجيرت على موقع قاعدة بيانات الفيلم (الإنجليزية)